# Walentin Grigorjew
Walentin Fiłatowicz Grigorjew (ros. Валентин Филатович Григорьев, ur. 1902 we wsi Toltys w guberni tulskiej, zm. 27 lipca 1941) – Rosjanin, funkcjonariusz radzieckich służb specjalnych, major bezpieczeństwa państwowego.

## Życiorys
Od 1919 członek Komsomołu, od 18 maja 1919 funkcjonariusz Czeki, później GPU/OGPU. Od 1919 w WKP(b), funkcjonariusz Pełnomocnego Przedstawicielstwa OGPU obwodu moskiewskiego, 1932-1933 szef oddziału tulskiego sektora operacyjnego GPU, 1933-1934 szef jednego z oddziałów Wydziału Ekonomicznego Pełnomocnego Przedstawicielstwa OGPU obwodu moskiewskiego. Po przemianowaniu OGPU na NKWD szef Oddziału 1 Wydziału Ekonomicznego Zarządu Bezpieczeństwa Państwowego (UGB) Zarządu NKWD obwodu moskiewskiego, od 10 października 1934 zastępca szefa, a od 4 czerwca 1935 do 8 sierpnia 1936 szef Wydziału Ekonomicznego UGB Zarządu NKWD obwodu czelabińskiego. Od 25 grudnia 1935 kapitan bezpieczeństwa państwowego, od 8 sierpnia do 14 grudnia 1936 szef Wydziału Ekonomicznego UGB Zarządu NKWD obwodu stalingradzkiego (obecnie obwód wołgogradzki), od 14 do 25 grudnia 1936 szef wydziału UGB Zarządu NKWD obwodu stalingradzkiego, od 14 grudnia 1936 do 15 kwietnia 1937 pomocnik szefa Zarządu NKWD obwodu stalingradzkiego i szef Wydziału 3 UGB tego zarządu NKWD, od 19 czerwca 1937 do 28 marca 1938 pomocnik szefa Wydziału 3 Głównego Zarządu Bezpieczeństwa Państwowego, 23 marca 1938 awansowany na majora bezpieczeństwa państwowego. Od 28 marca 1938 zastępca szefa, a od 10 lipca do 29 września 1938 szef Wydziału 8 Zarządu 1 NKWD ZSRR, od 29 września 1938 do 9 marca 1939 szef Wydziału 2 Głównego Zarządu Ekonomicznego NKWD ZSRR. 
Odznaczony Orderem Czerwonej Gwiazdy (22 lipca 1937) i Odznaką "Honorowy Funkcjonariusz Czeki/GPU (XV)" (20 grudnia 1932). 
25 kwietnia 1939 aresztowany, 7 lipca 1941 skazany na śmierć przez Wojskowe Kolegium Sądu Najwyższego ZSRR, następnie rozstrzelany (rodzinę poinformowano, że zmarł w więzieniu 12 kwietnia 1942).